# Женева — Лис-Берн — Женева
Женева — Лис-Берн — Женева (фр. Genève-Lyss-Berne-Genève, так же упоминается как фр. Grand Course International de la Union Sportive) — шоссейная однодневная велогонка, прошедшая по территории Швейцарии в 1892 году.

## История
Гонка прошла единственный раз в самом начале августа 1892 года. Маршрут пролегал из Женевы до Лиса (Берн) и возвращался обратно в Женеву. Протяжённость дистанции составила 341 км. Из 17 стартовавших гонщиков финишировало 10 человек. Победителем стал швейцарец Луи Мази.

## Призёры
| Год  | Победитель | Второй           | Третий       |
| ---- | ---------- | ---------------- | ------------ |
| 1892 | Луи Мази   | Жан-Мариус Аллар | Франсис Пиге |